# Nati nel 1576
| Questa pagina contiene informazioni ricavate automaticamente dalle voci biografiche con l'ausilio del template Bio e di un bot. L'aggiornamento è periodico e automatico e ricostruisce completamente la pagina. Se manca una persona in questa lista, sei pregato di non aggiungerla, ma accertati piuttosto che la sua voce biografica contenga il template Bio e che i dati anagrafici siano correttamente compilati. Se il template Bio manca, inseriscilo tu stesso o, in alternativa, metti l'avviso {{tmp\|Bio}} che ne segnala la mancanza. Se i dati riportati sono sbagliati, correggi direttamente la voce biografica; le modifiche saranno visibili in questa lista entro pochi giorni. Per chiarimenti vedi il progetto biografie. La lista contiene solo le 73 persone che sono citate nell'enciclopedia e per le quali è stato implementato correttamente il template Bio. Pagina aggiornata al 2 giu 2025. |

## Gennaio(3)
- 4 gennaio - Caterina Renata d'Asburgo, nobile austriaca († 1599)
- 5 gennaio - Anne Turner, assassina inglese († 1615)
- 11 gennaio - Giacomo Maria Manzoni, italiana († 1642)

## Febbraio(2)
- 2 febbraio - Alix Le Clerc, religiosa francese († 1622)
- 29 febbraio - Antonio Neri, artigiano italiano († 1614)

## Marzo(1)
- 31 marzo - Luisa Giuliana di Nassau, principessa († 1644)

## Aprile(2)
- 13 aprile - Nanbu Toshinao, militare giapponese († 1632)
- 23 aprile - Giovanni Beatrice, brigante italiano († 1617)

## Maggio(3)
- 11 maggio - Elia Diodati, avvocato e giurista svizzero († 1661)
- 17 maggio - Giovanni Matteo Adami, gesuita e missionario italiano († 1633)
- 27 maggio - Caspar Schoppe, umanista e filosofo tedesco († 1649)

## Giugno(2)
- 3 giugno - Giovanni Diodati, teologo italiano († 1649)
- 16 giugno - Giovanni Battista Viola, pittore italiano († 1622)

## Luglio(2)
- 3 luglio - Anna di Prussia, nobile tedesca († 1625)
- 22 luglio - Juan Pedro Fontanella, giurista spagnolo († 1649)

## Agosto(2)
- 13 agosto - David Vinckboons, pittore, incisore e disegnatore olandese
- 29 agosto - Antonio de' Medici, nobile italiano († 1621)

## Settembre(5)
- 11 settembre - Giovanni Battista Bonetti, vescovo cattolico italiano († 1632)
- 14 settembre - Pietro Palazzo, presbitero italiano († 1648)
- 15 settembre - Jalangtuš Bahadur, condottiero uzbeko († 1656)
- 15 settembre - Giovanni Adolfo di Schleswig-Holstein-Sonderburg-Norburg, nobile danese († 1624)
- 22 settembre - Filippo Guglielmo di Baviera, cardinale tedesco († 1598)

## Ottobre(4)
- 7 ottobre - Orazio Albani, ambasciatore italiano († 1653)
- 13 ottobre - Giovanni Lorenzo Baldano, poeta e magistrato italiano († 1660)
- 28 ottobre - Rodolfo di Anhalt-Zerbst, principe († 1621)
- 30 ottobre - Arrigo Caterino Davila, militare, scrittore e storico italiano († 1631)

## Novembre(3)
- 6 novembre - Carlo Günther di Schwarzburg-Rudolstadt, nobiluomo tedesco († 1630)
- 18 novembre - Filippo Luigi II di Hanau-Münzenberg, conte tedesco († 1612)
- 27 novembre - Shimazu Tadatsune, militare giapponese († 1638)

## Dicembre(1)
- 20 dicembre - Giovanni Sarkander, presbitero boemo († 1620)

## Senza giorno specificato(43)
- Abaza Mehmed Pascià, politico e militare ottomano († 1634)
- Akita Sanesue, militare giapponese († 1660)
- William Ames, teologo e predicatore inglese († 1633)
- Diogo Andrada de Paiva, letterato portoghese († 1660)
- Asano Yoshinaga, militare giapponese († 1613)
- Niccolò Barbieri, attore teatrale e commediografo italiano († 1641)
- Cosimo de' Bardi, giurista e arcivescovo cattolico italiano († 1631)
- Antonio Beduschi, pittore italiano
- Giovanni Battista Bissoni, pittore italiano († 1636)
- Desiderio Bonfini, intagliatore italiano († 1634)
- Pietro Paolo Bonzi, pittore italiano († 1636)
- Rodrigo Calderón, politico e nobile spagnolo († 1621)
- Salomon de Caus, architetto e ingegnere francese († 1626)
- Fabrizio Colloredo, militare e ambasciatore italiano († 1645)
- Toldo Costantini, poeta italiano
- Carlo I Doria Del Carretto, nobile e generale italiano († 1649)
- Giovanni Carlo Doria, collezionista d'arte italiano († 1625)
- Gregorio Fernández, scultore spagnolo († 1636)
- Cornelis Galle il Vecchio, incisore fiammingo († 1650)
- Roque González de Santa Cruz, missionario e gesuita paraguaiano († 1628)
- Ijuin Tadazane, militare giapponese († 1602)
- Giovanni Battista Lercari, doge († 1657)
- Stefano Maderno, scultore italiano († 1636)
- Erasmo Marotta, compositore italiano († 1641)
- John Marston, poeta, drammaturgo e scrittore inglese († 1634)
- Pedro de Mata y Haro, vescovo cattolico italiano († 1627)
- Pietro Mazzarino, italiano († 1654)
- Archibald Napier, I Lord Napier, politico scozzese († 1645)
- Nihonmatsu Yoshitaka, militare giapponese
- John Robinson, religioso britannico († 1625)
- Stefano Rossi, poeta italiano († 1655)
- Angelo Sala, medico e chimico italiano († 1637)
- Roelant Savery, pittore fiammingo († 1639)
- Johann Schreck, gesuita, naturalista e astronomo tedesco († 1630)
- Muzio II Sforza di Caravaggio, nobile italiano († 1622)
- Santino Solari, architetto e scultore italiano († 1646)
- Bartolomeo Sovero, matematico svizzero († 1629)
- Lionello Spada, pittore italiano († 1622)
- Filippo Tarchiani, pittore italiano († 1645)
- Paolo Torelli, arcivescovo cattolico italiano († 1630)
- Thomas Weelkes, organista e compositore inglese († 1623)
- John Weever, antiquario e poeta inglese († 1632)
- Jean Ogier de Gombauld, drammaturgo e poeta francese († 1666)